# Ізокоста

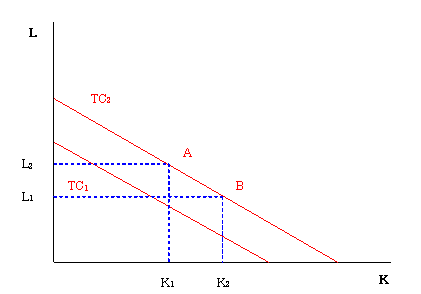
Карта ізокост

Ізоко́ста (англ. isocost) — лінія, що відображає всі можливі поєднання двох ресурсів, які предбачають однакові витрати виробництва. Ізокосту також називають лінією рівних (однакових) витрат.
Назва походить від грецького слова ῐ̓́σος — «рівний, однаковий, подібний» та англ. cost — «витрати».

## Властивості ізокости
- є спадною, що вказує на те, що для того, щоб була забезпечена рівність витрат виробництва в будь-якій її точці, збільшення затрат одного ресурсу необхідно здійснювати за рахунок зменшення затрат іншого ресурсу.
- рухаючись вниз по ізокості, кут її нахилу не змінюється, що вказує на те, що вона є прямою лінією. Кут нахилу ізокости в будь-якій її точці вимірюється як — PL/PK (де PL та PK — відповідно ціна на землю та ціна на капітал).
- ізокоста, яка розміщена правіше, вказує на більші витрати виробництва. Ізокоста, яка розміщена лівіше, вказує на менші витрати виробництва.